# Zizicazapa
Zizicazapa är en ort i Mexiko.   Den ligger i kommunen Chilapa de Álvarez och delstaten Guerrero, i den södra delen av landet, 210 km söder om huvudstaden Mexico City. Zizicazapa ligger 1 582 meter över havet och antalet invånare är 1 239.
Terrängen runt Zizicazapa är lite bergig. Runt Zizicazapa är det ganska glesbefolkat, med 39 invånare per kvadratkilometer. Närmaste större samhälle är Chilapa de Alvarez, 9,1 km norr om Zizicazapa. Omgivningarna runt Zizicazapa är en mosaik av jordbruksmark och naturlig växtlighet.